# Hana e Alice - Il caso di omicidio
Hana e Alice - Il caso di omicidio (花とアリス殺人事件?, Hana to Arisu Satsujin Jiken) è un film d'animazione giapponese del 2015 scritto, diretto, montato, co-sceneggiato e coprodotto da Shunji Iwai. È il prequel della pellicola live-action di Iwai del 2004, Hana e Alice. Il film è uscito il 20 febbraio 2015 in Giappone, mentre in Italia è arrivato il 23 febbraio 2023 direttamente in home video.

## Trama
La quattordicenne Tetsuko "Alice" Arisugawa si trasferisce nel quartiere di Fujiko con la madre divorziata. Mentre si trasferisce nella sua nuova casa, Alice nota una ragazza della sua età che spia dalla casa vicina e trova una scorta di test con brutti voti nell'armadio della sua camera da letto. Nella sua nuova scuola, la sua insegnante, la signora Ogino, le assegna uno dei due banchi che stranamente non vengono spolverati e che si trovano sopra delle lettere scritte sul pavimento. I suoi compagni di studio continuano a parlare di uno spirito maligno chiamato Giuda con "quattro mogli". Una studentessa pesantemente truccata di nome Mutsu "Moo" Mutsumi la accusa addirittura di aver liberato lo spirito e guida la classe in un'elaborata cerimonia per richiuderlo.
Più tardi, Moo ammette ad Alice che stava recitando. Nella classe dell'anno precedente c'era la storia di un ragazzo di nome Giuda che aveva quattro mogli finché una di loro lo avvelenò a morte con "anafilassi". Moo originariamente sedeva alla scrivania di Giuda e veniva presa in giro per questo, ma ha contrastato il bullismo abbracciando la storia, fingendo di essere stata posseduta e poi liberata da Giuda, e cambiando il suo aspetto per assomigliare a una strega. Moo nota che l'unica studentessa che conosce bene la storia è Hana Arai, la quale si è reclusa nella sua abitazione. A casa, Alice guarda più da vicino i test e scopre che appartengono a "Kotaro Yuda". Si rende conto che Yuda è il "Giuda" della storia e che Hana è la ragazza della porta accanto.
Alice si intrufola nella casa di Hana e la affronta riguardo alla storia. Hana le dice che non sa se Kotaro Yuda sia davvero morto. Ma conosce il padre di Kotaro e coinvolge Alice in un piano per indurlo a rivelare il destino di Kotaro. Il giorno successivo, Alice si reca nell'azienda dove lavora il padre di Kotaro, ma fallisce il piano, finendo per passare invece la giornata con uno dei suoi colleghi. Alla fine raggiunge Hana, che si scopre sapere dove vivono gli Yuda. Spiano la casa aspettando Kotaro, ma perdono la cognizione del tempo e finiscono per perdere l'ultimo treno per tornare a casa. Si rifugiano sotto un camion e Hana racconta tutta la verità ad Alice: Hana era da molto tempo innamorata di Kotaro. Lei gli regalava sempre una barretta Kit Kat per San Valentino, ma Kotaro non ha mai ricambiato. L'anno prima Hana gli ha regalato un certificato di matrimonio inventato per dimostrare i suoi sentimenti per lui. Ma Kotaro ha poi distribuito i propri certificati di matrimonio alle altre ragazze della classe. Una Hana arrabbiata ha poi infilato un'ape nella maglietta di Kotaro. Proprio quando Kotaro annunciò alla classe che se ne sarebbe andato, l'ape lo punse, lasciandolo a contorcersi dal dolore sul pavimento. Hana ha sentito gli studenti ipotizzare che Kotaro potesse morire di shock anafilattico e la paura di averlo ucciso l'ha spinta a smettere di andare a scuola.
La mattina dopo Hana si sveglia presto per continuare a spiare. Alice evita a malapena di essere investita dal camion sotto cui stava dormendo, ma va nel panico quando crede erroneamente che Hana sia ancora bloccata sul fondo del camion. Nella confusione che segue, Hana e Alice incontrano Kotaro Yuda, che apparentemente ora sta bene. Alice costringe Hana ad affrontare Kotaro, che le dice che sapeva che lei gli aveva messo quell'ape nella maglietta e che non dimenticherà mai il dolore. Hana in realtà trae conforto dalle parole di Kotaro come un'indicazione che la ama.
Giorni dopo, arriva la nuova uniforme scolastica di Alice e Hana ora si sente in grado di indossare la sua vecchia uniforme e tornare a scuola.